# Svenson Hoppe
Svenson Hoppe (* 9. Juni 1999) ist ein deutscher Floorballspieler, der beim Bundesligisten Mitteldeutscher Floorballclub unter Vertrag steht.

## Karriere
Svenson Hoppe spielt beim MFBC Leipzig in der 1. Floorball-Bundesliga. Von 2016 bis 2017 spielte er in der U19-Nationalmannschaft. Seit 2018 ist er in der Deutschen Herren-Floorballnationalmannschaft.